# David Barnea
David «Dadi» Barnea (en hebreo: דוד (דדי) ברנע‎ ; Ascalón, 29 de marzo de 1965) es un militar israelí. Es el actual director del Mosad, tras haber reemplazado a Yossi Cohen en junio de 2021.

## Biografía

### Infancia y educación
Nació en Ascalón y creció en Rishon LeZion. Su padre, Joseph Brunner (Barnea), huyó con su familia de la Alemania nazi y emigró a Israel a la edad de tres años. Joseph se graduó en la Yeshivá Hapoel HaMizraji en Bnei Brak y se unió al Palmaj a la edad de 16 años. Luchó con el Tercer Batallón de la organización en Nabi Yusha y Safed y luego sirvió como oficial con rango de teniente coronel en la Fuerza Aérea Israelí. También fue directivo de Tadiran. Su madre, Naomi, nació a bordo del SS Patria y trabajó como maestra y directora de escuela.
Estudió en el Internado Militar de Comando en Tel Aviv,⁣ y se alistó en las Fuerzas de Defensa de Israel (FDI) en 1983. Hizo su servicio militar con el Regimiento de Reconocimiento del Estado Mayor (Sayeret Matkal). Posteriormente estudió en Estados Unidos, obteniendo una licenciatura en el Instituto de Tecnología de Nueva York y un MBA en la Universidad Pace. Luego trabajó como director comercial en un banco de inversiones en Israel.

### Carrera en el Mosad
En 1996 se incorporó al Mosad. Estudió un curso para oficiales y sirvió en la División Tzomet, comandando unidades operativas en Israel y en el extranjero. Durante dos años y medio, se desempeñó como subdirector de la División Keshet, encargada de infiltrarse y monitorear objetivos. En 2013, fue nombrado jefe de la División Tzomet a la cual se entregó cuatro premios sobre la seguridad nacional durante su liderazgo. En 2019 fue nombrado subdirector del Mosad.
El 1 de junio de 2021 sustituyó a Yossi Cohen como jefe del Mosad.Según el periódico Times of Israel, Barnea permitió que los empleados del Mosad de los bajos niveles tomaran parte en las manifestaciones contra la reforma jurídica Israelí del 2023. Tras la Operación Inundacion de Al-Aqsa del 7 de octubre de 2023 durante la cual el Hamás logró secuestrar a más de 200 personas y llevarlos retenidos a Gaza, Barnea viajó a Catar para tratar de negociar su liberación.

## Vida personal
Está casado y tiene cuatro hijos. Tiene un hermano haredí.
Su apodo es Dedi.